# Porto Rico nos Jogos Olímpicos de Verão de 2012
Porto Rico competiu nos Jogos Olímpicos de Verão de 2012, que aconteceram na cidade de Londres, no Reino Unido, de 27 de julho até 12 de agosto de 2012.

## Desempenho

### Atletismo
Os atletas de Porto Rico até agora alcançaram índices de classificação nos seguintes eventos (máximo de três atletas por índice A e um por índice B):
Eventos com um atleta classificado por índice A:
- 400 m com barreiras masculino
- 3000 m com obstáculos feminino

Eventos com um atleta classificado por índice B:
- 110 m com barreiras masculino

### Halterofilismo
Feminino
| Atleta      | Evento | Arranque (kg) | Arremesso (kg) | Total (kg) | Posição |
| ----------- | ------ | ------------- | -------------- | ---------- | ------- |
| Lely Burgos | -48kg  | 65,0          | 92,0           | 157,0      | 11º     |

### Lutas
Porto Rico conquistou uma vaga na Copa do Mundo de Lutas de 2011, realizada em Istanbul, na Turquia, do dia 12 ao dia 18 de setembro de 2011.
- Categoria de peso -60 kg, na luta livre masculina.

### Tiro
Masculino
| Atleta            | Evento               | Qualificação | Qualificação | Final       | Final       | Posição |
| Atleta            | Evento               | Placar       | Posição      | Placar      | Total       | Posição |
| ----------------- | -------------------- | ------------ | ------------ | ----------- | ----------- | ------- |
| José Torres Laboy | Fossa olímpica dublê | 127          | 21º          | Não avançou | Não avançou | 21º     |